# أمين رمضان
أمين رمضان (بالعربية: امين رمضان) هو مجدف مصري، ولد في 1981.

## وصلات خارجية
- امين رمضان على موقع الاتحاد الدولي للتجديف (الإنجليزية)
- امين رمضان على موقع اللجنة الأولمبية الدولية (الإنجليزية)
- امين رمضان على موقع أوليمبيديا (الإنجليزية)